# 面影橋 (東京都)
面影橋（おもかげばし）は、東京都を流れる神田川に架かる橋である。面影橋停留場そばにある単純なコンクリート橋だが、太田道灌の逸話にある山吹の里の地とされ、江戸時代・明治時代には名所のひとつであった。
なお、関連する名称に「姿見の橋」の名があるが、これは面影橋の別名であるとも、神田川よりやや北の小川に架かっていた橋の名であるとも言う。
そのほか歌川広重の『高田姿見のはし俤の橋砂利場』（名所江戸百景）では逆に、手前の神田川をまたぐ橋が「姿見の橋」、奥の小川に架かる橋が「俤（おもかげ）の橋」と呼ばれるなど、やや混乱を来している。

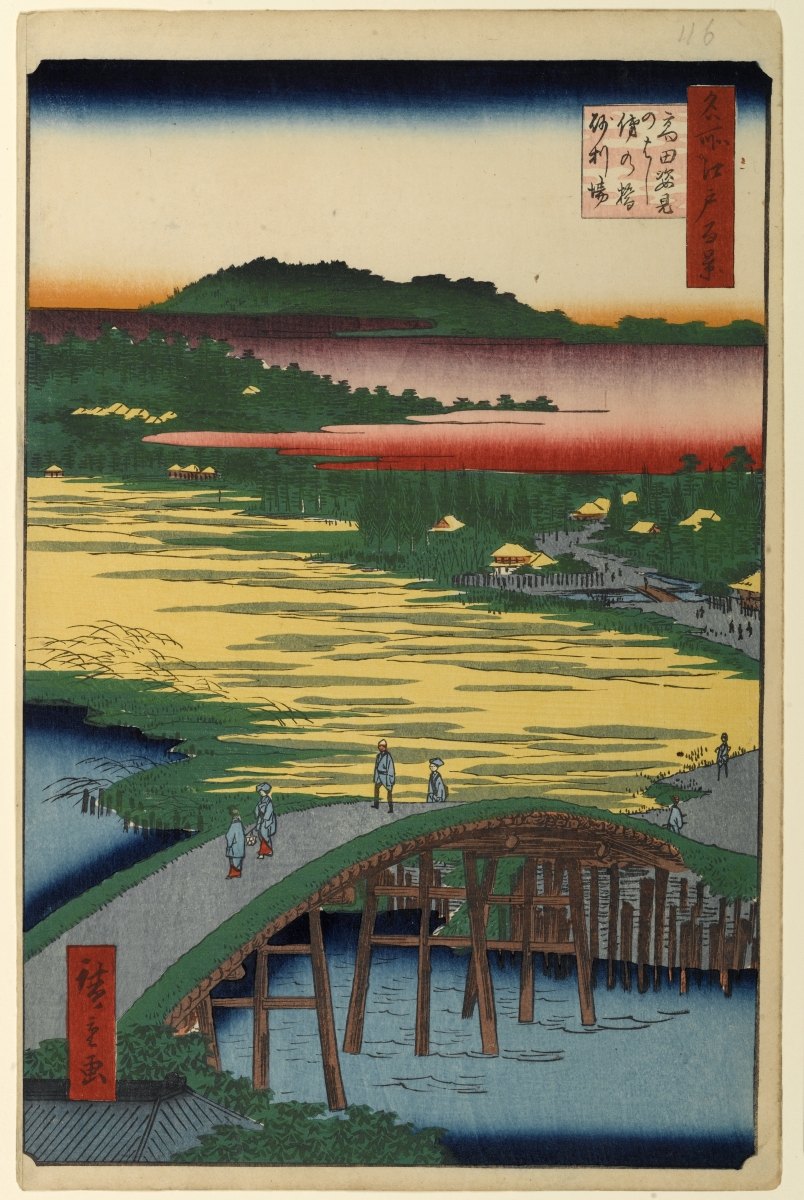
『名所江戸百景』より「高田姿見のはし俤の橋砂利場」
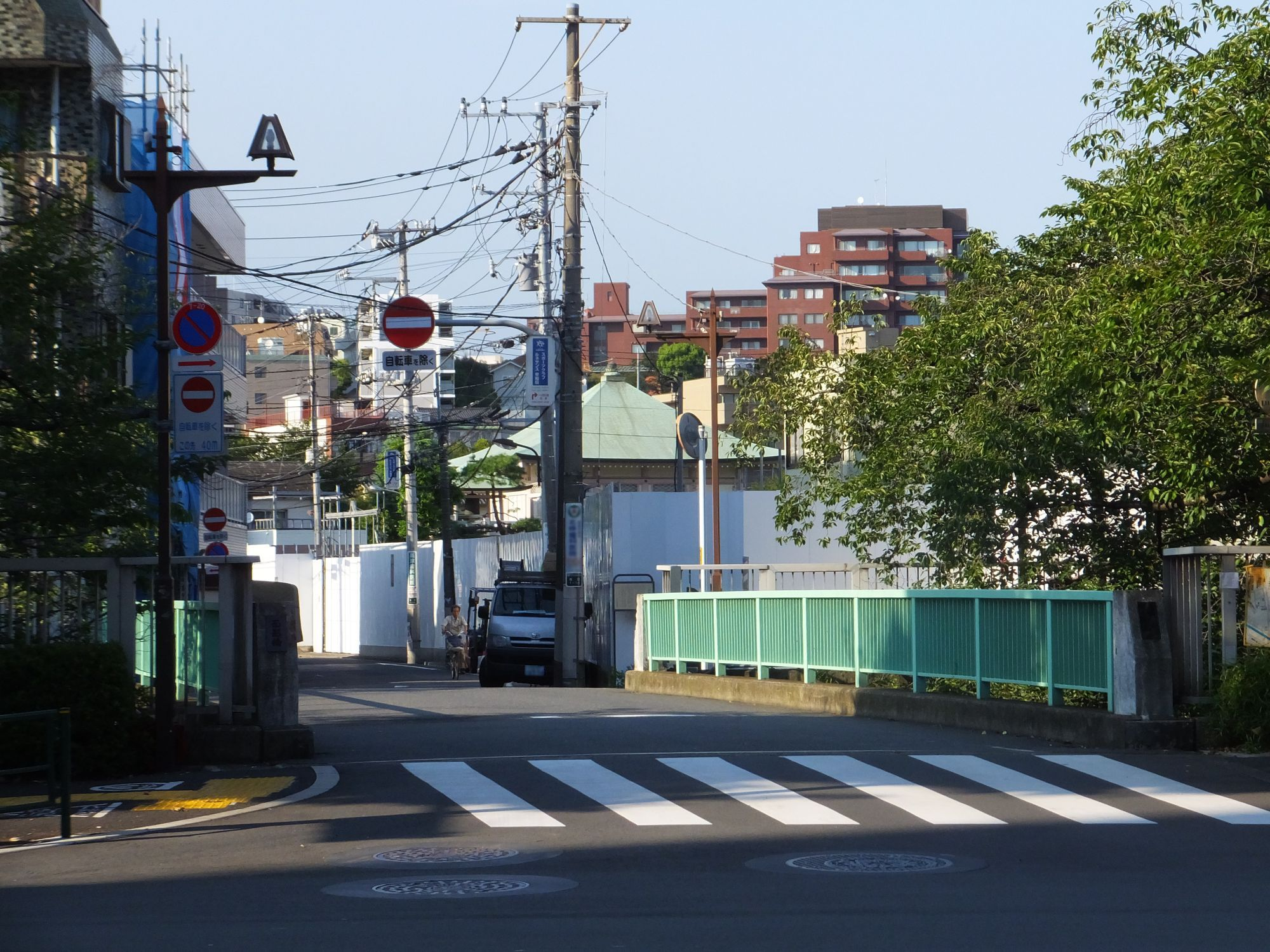
面影橋 （2016年8月撮影）
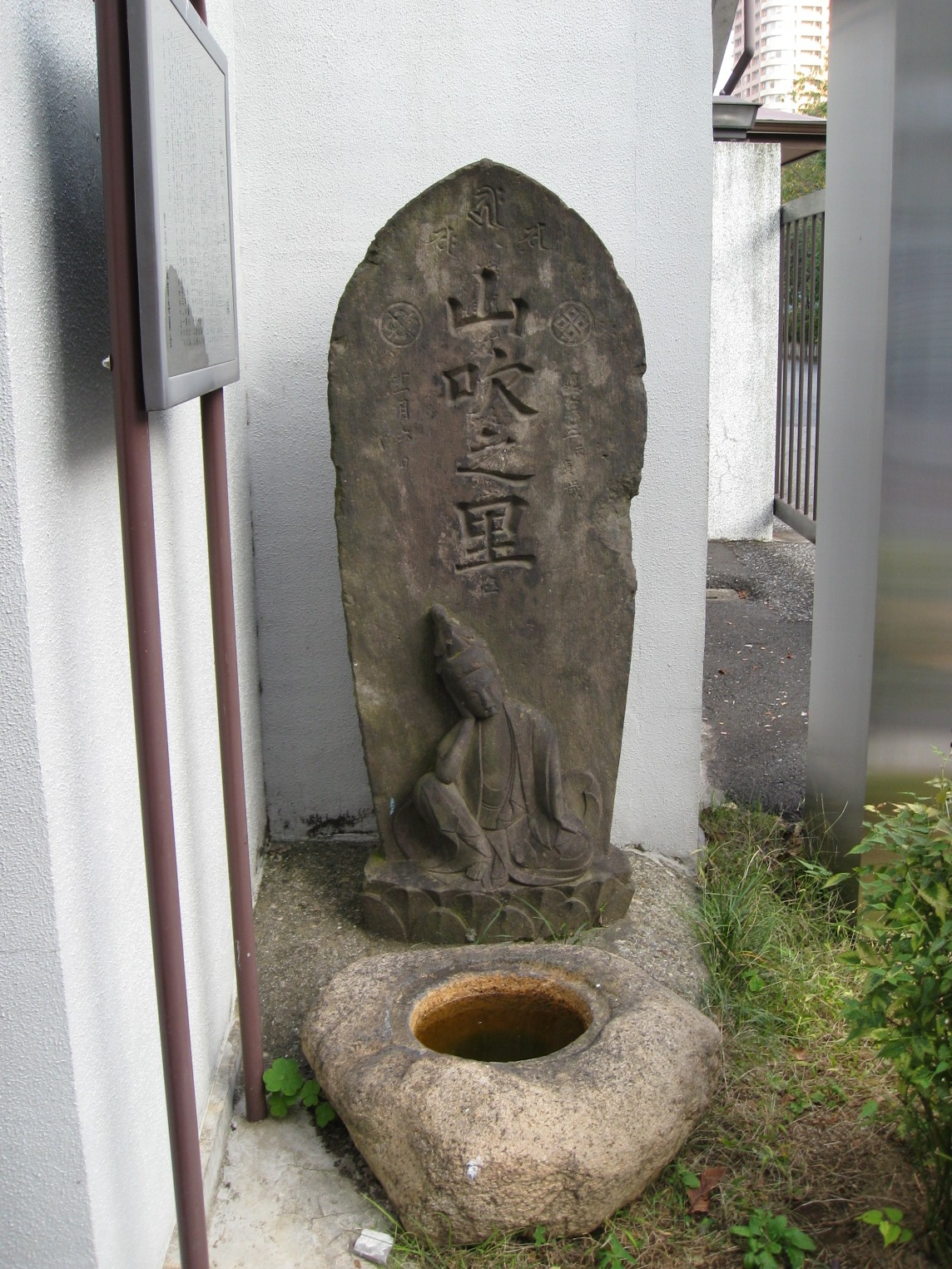
山吹之里の石碑